# Josef Pelikán
Josef Pelikán byl český fotbalista, útočník.

## Fotbalová kariéra
Hrál za SK Smíchov v předligové éře. Za českou reprezentaci nastoupil 7. 4. 1907 proti Uhersku. V reprezentaci dal 1 gól.